# Асени
Асени (буг. Асеневци) су били средњовековна бугарска династија која је владала Другим бугарским царством и Мелничком деспотовином. Једна грана породице ушла је у византијску службу у 13. и 14. веку.

## Владари из породице Асена
Династија је дала једанаест царева, који су владали Бугарском од 1185. до 1280. године и 4 деспота који су владали Мелничком деспотовином од 1207. до 1230. и Морејском од 1316. до 1354: 
Владари:
- Петар IV (Теодор), бугарски цар (1185 — 1197)
- Јован Асен I, бугарски цар (1186 — 1196)
- Калојан, бугарски цар (1197 — 1207)
- Борил, бугарски цар (1207 — 1218), члан династије по мајци
- Јован Асен II, бугарски цар (1218 — 1241)
- Коломан I Асен, бугарски цар (1241 — 1246)
- Михајло II Асен, бугарски цар (1246 — 1256)
- Коломан II Асен, бугарски цар (1256)
- Мицо Асен, бугарски цар (1256 — 1257), члан династије по линији своје супруге
- Константин I Асен Тих, бугарски цар (1257 — 1277), члан династије по линији своје супруге
- Јован Асен III, бугарски цар (1279 — 1280)

Деспоти:
- Алексиј Слав, мелнички деспот (1207 — 1230), члан династије по мајци
- Андроник Асен, морејски деспот (1316 — 1322)
- Михајло Кантакузин Асен, морејски деспот (?)
- Андрија Кантакузин Асен, морејски деспот (?—1354)

Севастокатори:
- Стрез, брат цара Борила, обласни господар у Македонији

Знаменити женски чланови династије:
- Белослава, српска краљица, супруга краља Стефана Владислава
- Марија, латинска царица, супруга цара Хенрика Фландријског
- Виола, ополска књегиња, супруга кнеза Казимира
- Јелена, никејска царица, супруга цара Теодора II Ласкариса
- Ирина Асен, византијска царица, супруга цара Јована VI Кантакузина